# فوران ۱۸۱۵ کوه تمبورا
فوران کوه تامبورا در سال ۱۸۱۵ با شاخص انفجار آتشفشانی (VEI) 7، قدرتمندترین فوران آتشفشانی در تاریخ بشر بود. این تازه‌ترین رخداد شناخته شده VEI-7 است و تنها فوران VEI-7 است که از زمان فوران دریاچه تائوپو در حدود ۱۸۰ میلادی بدون ابهام مورد تأیید قرار گرفته‌است.
کوه تامبورا در جزیره سامباوا در اندونزی کنونی است که در آن زمان بخشی از هند شرقی هلند بود. اگرچه فوران آن در ۱۰ آوریل ۱۸۱۵ به اوج شدتش رسید، تولید فزاینده بخار و فوران‌های فریتیک کوچک طی شش ماه تا سه سال پس از آن اتفاق افتاد. خاکستر ستون فوران در سراسر جهان پراکنده شد و دمای زمین را در یک رویداد که بعضاً به عنوان سال بی‌تابستان در سال ۱۸۱۶ شناخته می‌شود، کاهش داد. این دوره کوتاه از تغییرات اقلیم قابل توجه، آب و هوای شدید و ناکامی در برداشت محصول را در بسیاری از مناطق جهان باعث شد. چندین مورد اجبار اقلیمی به صورت سیستماتیک همزمان رخ دادند و به گونه ای برهم‌کنش داشتند که در هیچ فوران بزرگ آتش فشانی دیگری از اوایل عصر سنگ مشاهده نشده‌است.